# Eugeni Roselló i Solé
Eugeni Roselló i Solé (La Pobla de Segur, Pallars Jussà, 8 de desembre de 1980), conegut popularment com a Plus, segurament perquè regenta un supermercat al seu poble d'aquesta marca; és un corredor d'ultrafons català. És especialment conegut per la seva victòria a l'edició de 2013 de The Spine Race, la cursa d'ultrafons en autosuficiència més dura de la Gran Bretanya. Roselló va establir un nou rècord d'aquesta prova, de 430 quilòmetres de longitud i 12.000 metres de desnivell positiu a completar en un màxim d'una setmana, creuant la línia d'arribada 5 dies, 4 hores i 52 minuts després de la sortida.
Iniciat en les curses de fons i ultrafons al voltant de 2007 i després d'una ràpida progressió en curses tradicionals d'ultrafons, Roselló va saltar a la fama a principis de 2013, quan va proclamar-se vencedor de The Spine Race i va establir un nou rècord de la prova. L'atleta ha participat fins a 9 edicions en aquesta prova considerada la més dura del Regne Unit. A l'edició de 2014 va abandonar per una hipotèrmia. El 2017 va aconseguinr una 3ra posició. El 2020 va haver d'abandonar en ser rescatat a escassos quilòmetres de la meta i posicionat en 2na posició per un problema d'hidratació que li va provocar una retenció de líquids amb edema als turmells. El 2022 va abandonar per lesió.
A nivell català, Roselló destaca per haver-se proclamat vencedor de la Volta a la Cerdanya d'Ultrafons en les edicions de 2013 i 2014.
El 26 de juny del 2020 va iniciar el repte solidari anomentat "Carros del cel", una unió de carros de foc i les portes del cel, un total de 212km i 14.000 metres de desnivell que va completar en 57 hores sense dormir. El recorregut el va acabar al seu poble natal, la Pobla de Segur i tenia l'objectiu de recaptar fons per comprar una màquina de monitorització per l'Hospital Comarcal del Pallars.